# کاوری هاسپیتال
کاوری هاسپیتال (انگلیسی: Kauvery Hospital) شرکت مراقبت سلامت هندی است، که در سال ۱۹۹۹ تأسیس شد.